# Shahpar-2
 (signalé en mai 2025).
Si vous disposez d'ouvrages ou d'articles de référence ou si vous connaissez des sites web de qualité traitant du thème abordé ici, merci de compléter l'article en donnant les références utiles à sa vérifiabilité et en les liant à la section « Notes et références ».
- Archive Wikiwix
- Bing
- Cairn
- DuckDuckGo
- E. Universalis
- Gallica
- Google
- G. Books
- G. News
- G. Scholar
- Persée
- Qwant
- (zh) Baidu
- (ru) Yandex
- (wd) trouver des œuvres sur Wikidata

Le Shahpar II est un drone militaire construit par Global Industrial Defence Solutions (GIDS) du Pakistan.
Selon un ingénieur d'AERO (Advanced Engineering Research Organisation), l'une des sept sociétés formant le consortium GIDS, les seules parties du système d'aéronef Shahpar qui ne sont pas produites au Pakistan sont le moteur et les pneus. La suite de capteurs, une tourelle multi-capteurs appelée "Zumr-II", est construite dans une installation AERO près d'Islamabad. Le Shahpar II est conçu pour décoller et atterrir de manière autonome sur une piste ou se poser avec un parachute.

## Développement
Le 23 mars 2021, le drone Shahpar-II a été présenté pour la première fois au public lors du défilé de la Journée du Pakistan. Il était développé comme une version améliorée du GIDS Shahpar.
Le 28 novembre 2021, lors du salon EDEX 2021, GIDS a dévoilé les spécifications opérationnelles et une vidéo promotionnelle du drone Shahpur-II montrant ses capacités de localisation, de suivi et de ciblage en tant que drone de surveillance et d'attaque au sol.

## Caractéristiques
- Aérodynamique et structure améliorées
- Options de charge utile améliorées
- Système de propulsion amélioré
- Train d'atterrissage rétractable

## Spécifications

### Caractéristiques générales
- Capacité : 120 kg de charge utile externe

50 kg de charge utile interne
- Longueur : 8 m
- Envergure des ailes : 16 m
- Poids maximal au décollage : 850 kg

### Performances
- Vitesse maximale : 222 km/h
- Vitesse de croisière : 157 km/h
- Vitesse de décrochage : 117 km/h
- Endurance : 14 heures de surveillance / 7 heures d'armement
- Plafond de service : 6 100 m

### Armement
- Missiles : missile à guidage laser Barq

### Avionique
- Tourelle multi-capteurs GIDS Zumr-II
- Système autonome de suivi et de contrôle basé sur le GPS
- Liaison de données en temps réel (portée de 300 km)
- Liaison de données SATCOM (portée de 1 050 km)